# Clé Bennett
Clé Bennett est un acteur canadien. Il est surtout connu pour avoir doublé Chef Hatchet & DJ de Défis extrêmes.

## Carrière
Bennett est connu pour son interprétation de Harris Prime, sur Heroes Reborn de NBC. Il est deux fois lauréat du Prix Gemini, ayant reçu les honneurs du Meilleur Second Rôle dans une Série Dramatique pour The Line et du meilleur second rôle dans une mini-série pour Guns,. Il a interprété Lemar Hoskins / Battlestar dans la série The Falcon and the Winter Soldier pour Disney+.

## Filmographie

### Film
| An   | Titre                             | Rôle                 |
| ---- | --------------------------------- | -------------------- |
| 1998 | Shudder                           | Blaine               |
| 1998 | Urban Legend                      | Technicien           |
| 2000 | Piégé                             | Condamné             |
| 2001 | Harvard Story                     | Hal                  |
| 2001 | Treed Murray                      | "Requin"             |
| 2002 | Riders                            | Otis                 |
| 2007 | How She Move                      | Garvey               |
| 2008 | Animal 2                          | "Tourner"            |
| 2010 | Le Monde de Barney                | Cédric               |
| 2011 | Stag                              | Gus - Premier AD     |
| 2012 | Liberty City - The American Dream | Dee                  |
| 2015 | Borealis                          | "Brique"             |
| 2015 | Agrandir                          | Carl                 |
| 2017 | Jigsaw                            | Détective Keith Hunt |
| 2019 | Lucky Day                         | Le Roi               |

### Télévision
| Year       | Title                                       | Role                                                   |
| ---------- | ------------------------------------------- | ------------------------------------------------------ |
| 1998       | Mr. Music                                   | Larry McGuire                                          |
| 1998       | Naked City: A Killer Christmas              | Second Man                                             |
| 1999       | Nightworld: Survivor                        | Malcolm Jones                                          |
| 1999       | The Hoop Life                               | Damon Brown                                            |
| 1999       | Destins croisés                             | Charlie Winters Jr.                                    |
| 2000       | Nikita                                      | Trent Hammett                                          |
| 2000       | Jett Jackson                                | Dylan Cain                                             |
| 2000       | Who Killed Atlanta's Children?              | Wayne Williams                                         |
| 2000       | Hendrix                                     | Billy Cox                                              |
| 2000       | Code Name: Eternity                         | Tommy                                                  |
| 2000       | Livin' for Love: The Natalie Cole Story     | Abdullah                                               |
| 2001–2002  | Soul Food                                   | Chris                                                  |
| 2002–2003  | Odyssey 5                                   | Dr. Leshawn                                            |
| 2003       | Street Time                                 | Doug Moses                                             |
| 2006       | This Is Wonderland                          | Unknown                                                |
| 2006       | Doomstown                                   | "Money"                                                |
| 2007       | The Best Years                              | Billy Marshall                                         |
| 2007–2014  | Total Drama                                 | Chef Hatchet / D.J. / D.J.'s Mother / Beardo / Leonard |
| 2008       | Da Kink in My Hair                          | Kyro                                                   |
| 2008       | Instant Star                                | Thurman                                                |
| 2008–2009  | The Line                                    | Carlos                                                 |
| 2008–2011  | Razzberry Jazzberry Jam                     | Louis The Trumpet                                      |
| 2009       | Soul                                        | Russell Alexander                                      |
| 2009       | Guns                                        | Conrad                                                 |
| 2009       | Cra$h & Burn                                | Marcus                                                 |
| 2009-2010  | Célibataire cherche                         | Black Employee / Jive Talking Pigeon                   |
| 2010       | The Night Before the Night Before Christmas | Lonnie                                                 |
| 2010       | Lost Girl                                   | The Ash                                                |
| 2010–2011  | Shattered                                   | Detective John Holland                                 |
| 2011       | Republic of Doyle                           | Stan Bittman                                           |
| 2011       | The Listener                                | Peter Charlebois                                       |
| 2011       | Ma baby-sitter est un vampire               | Coach Ed                                               |
| 2011       | Breakout Kings                              | Stucky                                                 |
| 2009, 2011 | Flashpoint                                  | Shane Thomas / Rafik "Raf" Rousseau                    |
| 2011-2013  | Skatoony                                    | "T-Bone" / Chef Hatchet                                |
| 2012       | BeyWheelz                                   | Gigante                                                |
| 2013       | Rookie Blue                                 | Wesley Cole                                            |
| 2013       | Cracked                                     | Billy Rosseau                                          |
| 2013       | Arrow                                       | Mayor Xavier Reed                                      |
| 2013       | Mother Up!                                  | "2Bit"                                                 |
| 2014       | Beauty & The Beast                          | Xavier Wright                                          |
| 2014       | Les Enquêtes de Murdoch                     | Ozzy Hughes                                            |
| 2014–2016  | Sensitive Skin                              | Theodore                                               |
| 2014       | Aaliyah: The Princess of R&B                | R. Kelly                                               |
| 2015       | Défis extrêmes : Pétaouchnok Express        | Leonard                                                |
| 2015       | Heroes Reborn                               | Harris                                                 |
| 2016       | Private Eyes                                | Detective Derek Nolan                                  |
| 2017       | The Expanse                                 | Lieutenant Commissioner Thorsen                        |
| 2018       | Homeland                                    | Doxie                                                  |
| 2019       | The Tick                                    | Sage                                                   |
| 2019       | Le Maître du Haut Château                   | Elijah                                                 |
| 2021       | The Falcon and the Winter Soldier           | Lemar Hoskins/Battlestar                               |
| 2021       | Marvel Studios: Assembled                   | Lui-même                                               |

### Jeux vidéos
| An   | Titre                     | Rôle                  |
| ---- | ------------------------- | --------------------- |
| 2011 | Deus Ex: Human Revolution | Plusieurs personnages |